# Giovanni Aquilecchia
Giovanni Aquilecchia (Nettuno, 28 novembre 1923 – Londra, 3 agosto 2001) è stato un letterato italiano.
Fu autore di importanti studi su Giordano Bruno e Pietro Aretino. Durante il suo periodo di studi in Inghilterra (Londra, Oxford, Manchester, Liverpool) collaborò con Frances Yates. Grazie all'incontro con la Yates oltre che al tempo trascorso presso il Warburg Institute di Londra pubblicò nel 1954 un'importante introduzione a La cena de le ceneri completa di note e due appendici. Scrisse inoltre Schede di italianistica (1976) e Nuove schede di italianistica 1994).
Fu inoltre professore di italiano presso il Bedford College di Londra.

## Biografia
Giovanni Aquilecchia nacque da Vincenzo Aquilecchia, funzionario dell'esercito italiano, e Maria Letizia Filibeck. Studiò inizialmente a Torino per proseguire i suoi studi presso il liceo Torquato Tasso di Roma. A diciannove anni fu ammesso alla facoltà di Lettere dell'Università di Roma e si laureò a pieni voti nel 1946. Segue un periodo di "perfezionamento" (come lui stesso scriverà) presso la Scuola di Filologia Moderna di Roma nel biennio 1947-48. I suoi studi lo porteranno presso importanti università in Francia, Inghilterra (Londra e Manchester) e Irlanda dove ottiene borse di studio per le sue ricerche.
Nel 1951 sposò Costantina Maria Bacchetta, una studentessa. Da lei ebbe tre figli: Adolfo, Vincenzo e Maria Letizia. Il matrimonio finì nel 1973, e nel 1992 egli prese in moglie Catherine Posford.